# Ludwig Cunz
Ludwig Cunz (auch Ludwig Cuntz) (* 28. April 1776 in Sinn (Hessen); † 25. Oktober 1848 in Fleisbach) war ein deutscher Landwirt/Gutsbesitzer und Mitglied des Nassauischen Landtags.  

## Leben
Ludwig Cunz wurde als Sohn des Försters Johann Philipp Georg Cuntz (1728–vor 1809) und dessen Ehefrau Johanette Cuntz (1744–1809) geboren. Er war Gutsbesitzer und führte eine Landwirtschaft.
Am 18. März 1833 erhielt er als Nachfolger von Joseph Adamy aus der Gruppe der Grundbesitzer aus dem Wahlkreis Dillenburg ein Mandat für die Zweite Kammer des Nassauischen Landtags. Adamy  boykottierte zusammen mit 14 weiteren Abgeordneten aus Protest gegen den Pairsschub von 1831 im Rahmen des Nassauischen Domänenstreites den Landtag. Aus diesem Grund wurde ihm das Mandat entzogen.
Cunz blieb bis 1838 in dem Parlament. 